# Бег на 400 метров

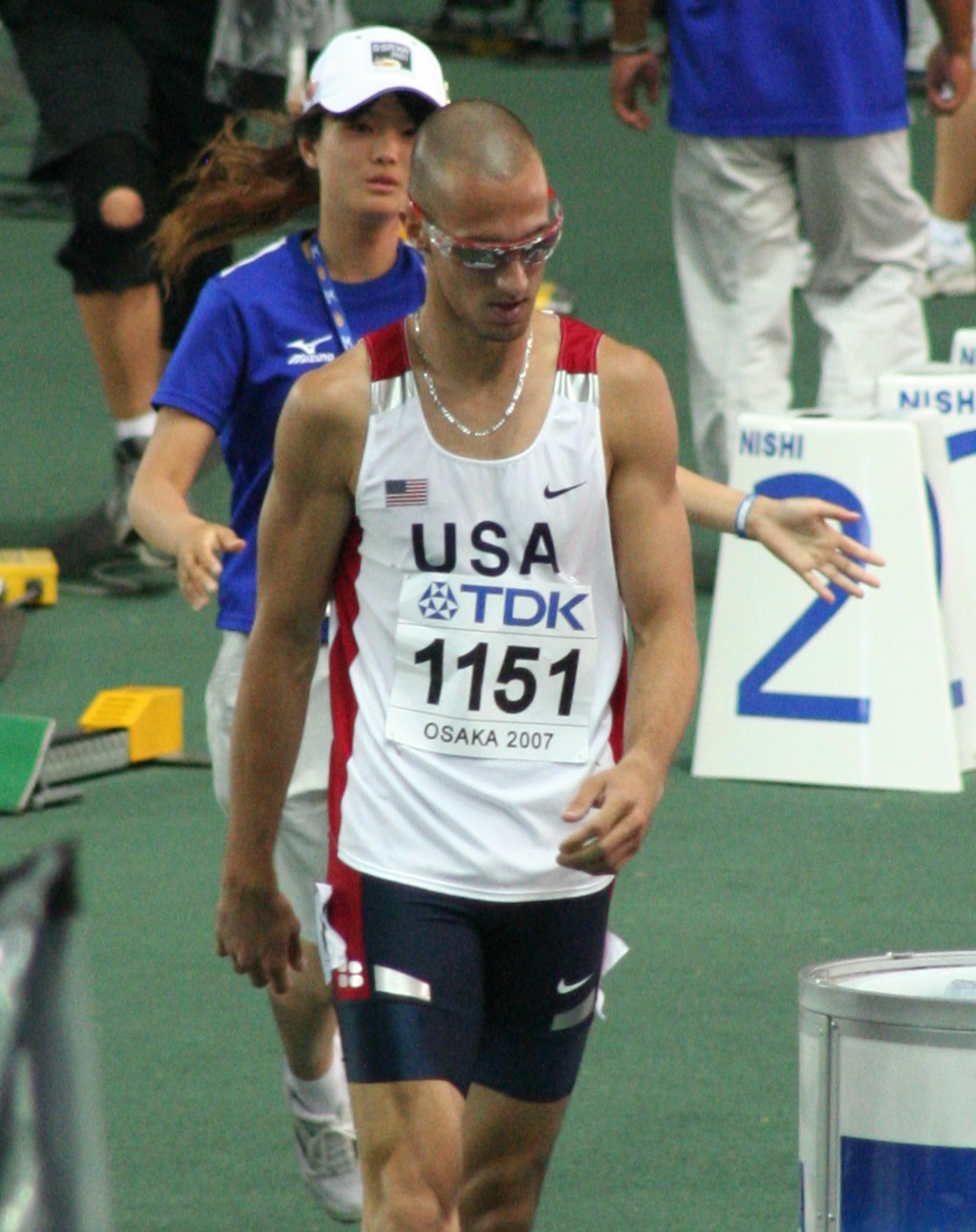
Джереми Уоринер (США) — двукратный олимпийский чемпион в беге на 400 метров

Бег на 400 ме́тров — дисциплина, относящаяся к спринтерским дистанциям беговой легкоатлетической программы. Её также иногда называют «длинным спринтом» или «спринтерским марафоном».
Дисциплина требует от спортсменов спринтерских качеств, специальной скоростной выносливости. Проводится в летнем (400-метровая дорожка) и зимнем (200-метровая дорожка) сезонах. Является олимпийской дисциплиной лёгкой атлетики для мужчин с 1896 года и для женщин с 1964 года.

## Правила
Спортсмены в беге на 400 метров принимают старт с низкой позиции из стартовых колодок. Каждый спортсмен от старта до финиша бежит по своей дорожке (400-метровая дорожка). На 200-метровой дорожке первые 2 виража спортсмены проходят по своим дорожкам и после этого выходят на общую дорожку.
Ошибкой является фальстарт спортсменов и выход на чужую дорожку. Однако эти ошибки (особенно вторая) редко встречаются на официальных соревнованиях.

## Тактика и техника
Для достижения высоких результатов достаточно иметь чисто спринтерские данные и умение грамотно распределить силы. Однако для результатов мирового уровня спринтерских качеств недостаточно, нужна ещё и особая «скоростная выносливость». Поэтому бег на 400 метров считается довольно узкой специальностью. Если на остальных дисциплинах спортсмены могут совмещать виды (например, 100 и 200 метров или 800 и 1500), то 400-метровую дистанцию совмещают значительно реже. Особенно это заметно у мужчин. Например, Майкл Джонсон (200 и 400 метров), Альберто Хуанторена, Александр Уилсон (400 и 800 метров).
Спортсмены высокого класса способны пробежать каждую из четырёх стометровок быстрее 11,5 секунд. Специалисты отмечают, что решающими при прохождении дистанции 400 метров являются третьи сто метров. В зимнем 200-метровом манеже чрезвычайно важно выиграть первый круг, после которого спортсмены переходят на одну дорожку. Поэтому часто спортсмены-мужчины проходят первые 200 метров за 21—22 секунды, а вторые 200 — за 23—24 секунды.

## История
Бег на 400 метров — одна из старейших дисциплин. В США сначала была популярна близкая к ней дистанция 440 ярдов (402.3 м), но сейчас она редко встречается в официальных соревнованиях.
Наибольших успехов у мужчин добивались спортсмены США, а у женщин — спортсменки ГДР, ФРГ, СССР, России и США.
Южно-африканский бегун Оскар Писториус стал первым в мире атлетом, который преодолел рубеж 47 секунд в беге на 400 метров и при этом не имеет обеих ног, которые были у него ампутированы ниже колена ещё в раннем детстве. Оскар использует для бега специально разработанные карбоновые протезы.
По мнению трехкратной олимпийской чемпионки Ольги Брызгиной: «400 — самая тяжёлая из спринтерских дистанций».

## Действующие рекорды
|         | Рекорд                    | Время   | Спортсмен           | Страна         | Дата            | Место                    |
| ------- | ------------------------- | ------- | ------------------- | -------------- | --------------- | ------------------------ |
| Мужчины | Мировой                   | 43,03 с | Уэйд ван Никерк     | ЮАР            | 14 августа 2016 | Рио-де-Жанейро, Бразилия |
| Мужчины | Мировой (в помещении)     | 44,52 с | Норман Майкл        | США            | 10 марта 2018   | Техас, США               |
| Мужчины | Олимпийский               | 43,03 с | Уэйд ван Никерк     | ЮАР            | 14 августа 2016 | Рио-де-Жанейро, Бразилия |
| Мужчины | Европейский               | 43,44 с | Хадсон-Смит, Мэттью | Великобритания | 7 августа 2024  | Париж, Франция           |
| Мужчины | Европейский (в помещении) | 45,05 с | Томас Шёнлебе       | ГДР            | 5 февраля 1988  | Зиндельфинген, ФРГ       |
|         |                           |         |                     |                |                 |                          |
| Женщины | Мировой                   | 47,60 с | Марита Кох          | ГДР            | 6 октября 1985  | Канберра, Австралия      |
| Женщины | Мировой (в помещении)     | 49,17 с | Фемке Бол           | Нидерланды     | 2 марта 2024    | Шотландия                |
| Женщины | Олимпийский               | 48,25 с | Мари-Жозе Перек     | Франция        | 29 июля 1996    | Атланта, США             |
| Женщины | Европейский               | 47,60 с | Марита Кох          | ГДР            | 6 октября 1985  | Канберра, Австралия      |
| Женщины | Европейский (в помещении) | 49,17 с | Фемке Бол           | Нидерланды     | 2 марта 2024    | Шотландия                |

## Лучшие результаты у мужчин
Лучшие результаты за всю историю лёгкой атлетики на открытых стадионах:
| Место | Время | Имя                 | Страна         | Дата            | Место                   |
| ----- | ----- | ------------------- | -------------- | --------------- | ----------------------- |
| 1     | 43,03 | Уэйд ван Никерк     | ЮАР            | 14 августа 2016 | Рио-де-Жанейро,Бразилия |
| 2     | 43,18 | Майкл Джонсон       | США            | 26 августа 1999 | Севилья,Испания         |
| 3     | 43,29 | Батч Рейнольдс      | США            | 17 августа 1988 | Цюрих,Швейцария         |
| 4     | 43,40 | Куинси Холл         | США            | 7 августа 2024  | Париж,Франция           |
| 5     | 43,44 | Хадсон-Смит, Мэттью | Великобритания | 7 августа 2024  | Париж,Франция           |

Лучшие результаты за всю историю лёгкой атлетики в помещениях:
| Место | Время | Имя            | Страна | Дата          | Место         |
| ----- | ----- | -------------- | ------ | ------------- | ------------- |
| 1     | 44,52 | Майкл Норман   | США    | 10 марта 2018 | Техас,США     |
| 2     | 44,57 | Керрон Клемент | США    | 12 марта 2005 | Фейетвилл,США |
| 3     | 44,62 | Рэндольф Росс  | США    | 12 марта 2022 | Бирмингем,США |
| 4     | 44,63 | Майкл Джонсон  | США    | 4 марта 1995  | Атланта,США   |
| 5     | 44,71 | Ноа Уильямс    | США    | 13 марта 2021 | Фейетвилл,США |

## Лучшие результаты у женщин
Лучшие результаты за всю историю лёгкой атлетики на открытых стадионах:
| Место | Время | Имя                 | Страна       | Дата            | Место               |
| ----- | ----- | ------------------- | ------------ | --------------- | ------------------- |
| 1     | 47,60 | Марита Кох          | ГДР          | 6 октября 1985  | Канберра,Австралия  |
| 2     | 47,99 | Ярмила Кратохвилова | Чехословакия | 10 августа 1983 | Хельсинки,Финляндия |
| 3     | 48,14 | Сальва Эйд Насер    | Бахрейн      | 3 октября 2019  | Доха,Катар          |
| 4     | 48,25 | Мари-Жозе Перек     | Франция      | 29 июля 1996    | Атланта,США         |
| 5     | 48,27 | Ольга Брызгина      | СССР         | 6 октября 1985  | Канберра,Австралия  |

Лучшие результаты за всю историю лёгкой атлетики в помещениях:
| Место | Время | Имя                 | Страна         | Дата            | Место                    |
| ----- | ----- | ------------------- | -------------- | --------------- | ------------------------ |
| 1     | 49,17 | Фемке Бол           | Нидерланды     | 2 марта 2024    | Глазго,Шотландия         |
| 2     | 49,59 | Ярмила Кратохвилова | Чехословакия   | 7 марта 1982    | Милан,Италия             |
| 3     | 49,68 | Наталья Назарова    | Россия         | 18 февраля 2004 | Москва,Россия            |
| 4     | 49,76 | Татьяна Коцембова   | Чехословакия   | 2 февраля 1984  | Вена,Австрия             |
| 5     | 50,01 | Сабине Буш          | ГДР            | 2 февраля 1984  | Вена,Австрия             |
| 6     | 50,02 | Никола Сандерс      | Великобритания | 3 марта 2007    | Бирмингем,Великобритания |

## Известные атлеты на этой дистанции
- Ли Эванс (США)
- Майкл Джонсон (США)
- Джереми Уоринер (США)
- Альберто Хуанторена (Куба)
- Уэйд ван Никерк (Южная Африка)
- Ирена Шевиньская (Польша)
- Марита Кох (ГДР)
- Ярмила Кратохвилова (Чехословакия)
- Ольга Брызгина (СССР)